# Uncharted: Fight for Fortune
Uncharted: Fight for Fortune ist ein digitales Sammelkartenspiel von Bend Studio im Computerspieleuniversum von Uncharted. Es erschien im Dezember 2012 für PlayStation Vita.

## Beschreibung
Uncharted: Fight for Fortune besitzt drei Spielmodi: die Kampagne oder ein freies Spiel gegen einen Computer-Gegner sowie im asynchronen Mehrspieler das Duell gegen einen menschlichen Mitspieler. Beide Spieler haben eine vorgegebene Anzahl an Lebenspunkten, die es für den Sieg auf Null zu reduzieren gilt. Dazu setzt man sein Kartendeck ein, das sich in drei Klassen von Karten unterteilt:
- Faction-Karten mit Konterfeis von bekannten Helden, Schurken oder Söldnern aus den einzelnen Uncharted-Titeln, die dem Spieler als Angreifer/Verteidiger dienen
- Fortune-Karten, mit denen Ressourcen für das Gefecht gesammelt werden können
- Ressource-Karten, die den eigenen Figuren Boni bei Angriff oder Verteidigung geben

Das Spiel ist rundenbasiert und teilt sich in mehrere Phasen. Zunächst kann der Spieler aus seinem Faction-Stapel geeignete Figuren auf einem von fünf möglichen Einsatzfeldern ablegen. Wie auch der Spieler, besitzt jeder dieser Kämpfer eine bestimmte Zahl an Lebenspunkten. In der nächsten Phase kann der Spieler Fortune-Karten in unterschiedlicher Weise einsetzen, um seinen Ressourcenvorrat zu erhöhen. In der letzten Phase können mit den gesammelten Ressourcen aus dem Stapel der Ressource-Karten Boni für die gelegten Kämpfer-Karten erworben werden. Nach Beendigung dieser Phasen kommt es zum Kampf gegen das gegnerische Kartendeck. Dabei attackiert jeder der maximal fünf Kämpfer den unmittelbar gegenüberliegenden Kämpfer des Gegners, um ihn durch Reduktion der Lebenspunkte auf null aus dem Spiel zu nehmen. Steht ihm kein gegnerischer Kämpfer gegenüber, attackiert er den Gegenspieler direkt und reduziert so dessen Lebenspunkte.
Die Karten werden zu Beginn jeder Runde aus einem zuvor erstellten Kartendeck zufällig ausgewählt. Wer einen Spielstand aus einem beendeten Spieldurchgang von Uncharted: Golden Abyss besitzt oder die Erweiterungspakete erworben hat, erhält Zugriff auf eine deutlich größere Auswahl an Karten mit hilfreichen Eigenschaften.
Das Spiel wurde im November 2012 angekündigt. Es kam für 3,99 Euro in den ausschließlich digitalen Verkauf, bereits kurz nach Verkaufsstart standen außerdem zwei Downloaderweiterungen mit Themenpacks zu Uncharted 2 und Uncharted 3 bereit. Bei den Erweiterungen arbeitete das Spiel mit einem Fixed-Content-Modell, d. h. der Umfang des Kartenpakets war festgelegt und einheitlich. Zum 3. September 2019 wurde die Onlinefunktion des Spiels eingestellt.

## Rezeption
Das Spiel erhielt gemischte Kritiken.

„Wer auf Abenteuer, Schießereien und Quick-Time-Events hofft, der wird hier enttäuscht. Tatsächlich wirkt das lange Tutorial zu Beginn ziemlich abschreckend: Doch ist der Groschen erst einmal gefallen, stellt sich auch ordentlich Spielspaß ein. Schade nur, dass die Menüführung so fummelig und langatmig ausgefallen ist: Manchmal muss man sich schon fast zwingen, sich wieder durch die Einstellungen zu kämpfen, um das eigene Deck zu verbessern.“

“If you’re looking for a fun distraction and you’re a fan of the series, then Fight for Fortune will tickle your treasure-hunting fancy. Besides, it’s not exactly a risky purchase at $5. Let’s not forget that the Vita hasn’t seen a surplus of excellent releases lately, so this is a decent excuse to keep charging your expensive portable’s batteries.”

„Wenn du auf der Suche nach einer unterhaltsamen Abwechslung und ein Fan der Reihe bist, dann wird Fight for Fortune deine Schatzsucher-Lust wecken. Außerdem ist es mit einem Preis von 5 Dollar nicht gerade ein riskanter Kauf. Vergessen wir nicht, dass die Vita in letzter Zeit nicht gerade mit exzellenten Neuerscheinungen aufwarten konnte, also ist dies eine gute Ausrede, um die Batterien deines teuren Geräts aufzuladen.“

Im Dezember 2012 belegte Fight for Fortune Platz 5 der digitalen Verkaufscharts für PlayStation Vita im PlayStation Network. Chris Carter von Destructoid bezeichnete das Spiel 2019 als seiner Zeit voraus, da er den Durchbruch für digitale Sammelkartenspiele rückblickend erst 2014 mit Blizzards Hearthstone gekommen sah.